# Greenway delle zolfare

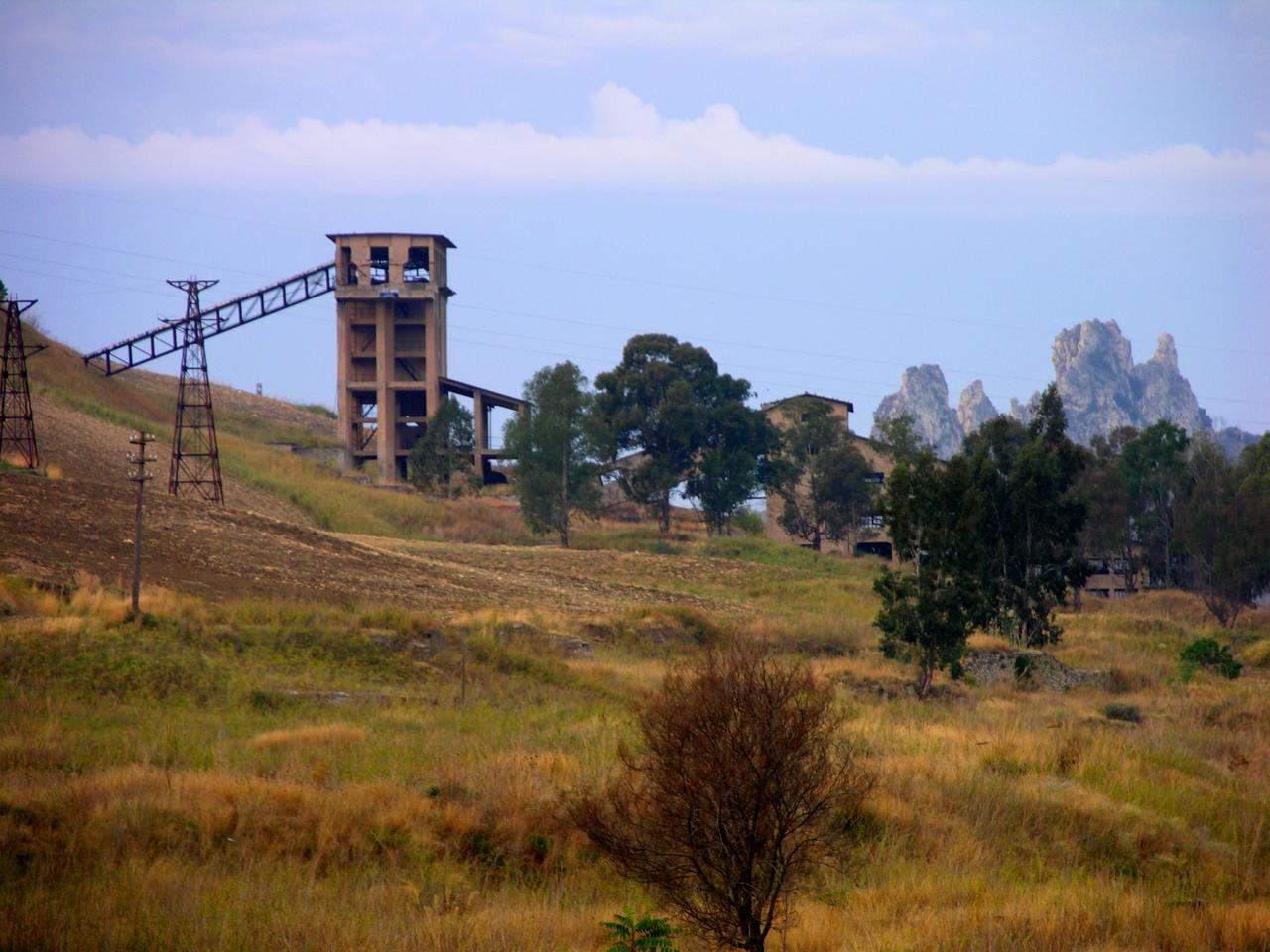
Vicino alla Greenway, alcune strutture della Miniera Trabia-Tallarita.

La Greenway delle Zolfare è un percorso turistico ciclo-pedonale che insiste su una linea ferrata, in parte a scartamento ridotto, abbandonata che collega i territori di Riesi a Canicattì nelle provincie di Caltanissetta e Agrigento. 
Essa è il primo tratto della progettata linea ferrata Canitattì-Caltagirone mai completata; per questo motivo venne chiamata la Ferrovia mai nata.

## Storia
Iniziata nel 1914 e poi in epoca fascista fu sviluppata allo scopo di collegare la miniera di zolfo Trabia-Tallarita tra Sommatino e Riesi, la miniera Grasta a nord di Delia e Sommatino, e la miniera Gallitano di Mazzarino fino a San Michele di Ganzaria. 
La costruzione fu interrotta nel 1935 e con la seconda guerra mondiale e la successiva crisi dello zolfo fu abbandonato il completamento della stessa linea ferrata, provocandone il successivo abbandono. Cosa che ha comportato nel tempo il cedimento di alcuni viadotti e il crollo di alcune gallerie.
Il primo tratto, completato a scartamento ridotto, negli anni '20, fu quello che partiva da Canicattì per arrivare a Sommatino; successivamente negli anni '30 fu completato il tratto Sommatino Riesi, a scartamento ordinario, per un totale di 41,474 km.
Il tratto Riesi-Mazzarino-San Cono-San Michele di Ganzaria rimase incompiuto. La successiva entrata in guerra dell'Italia fece sì che i lavori fossero abbandonati, con un riutilizzo, a fini bellici, di parte del materiale ferroso impiegato.
Le stazioni costruite sulla linea erano: Canicattì, Corrice, Delia, Marcato Bianco, Sommatino, Trabia Miniera, Riesi.
Il 21 aprile 1950 il senatore nisseno Angelo Di Rocco, durante una seduta del Senato della Repubblica, chiese la ripresa dei lavori sulla ferrovia Canicattì-Riesi.
Nel 2020 dopo decenni di abbandono e vandalismo ciò che resta della linea ferroviaria viene valorizzata da un'associazione ad essa dedicata, sin dal 2018, come Greenway turistica. Successivamente la greenway entra a far parte delle Rete dei camminamenti lenti del Primo parco mondiale dello stile di vita mediterraneo.

## Caratteristiche del Tracciato
Il tracciato ferroviario di 41 km su cui insiste il percorso della greenway delle zolfare si caratterizza per la particolare geomorfologia con il notevole dislivello altimetrico tra la valle del Salso (o Imera meridionale) e gli altopiani di Sommatino e Riesi. Un tratto del fiume, infatti, scorre a cavallo tra i territori dei comuni di Riesi, Sommatino e della confinante Ravanusa.
La ferrovia fu concepita per il trasporto del materiale del grande bacino minerario che comprendeva le Miniere Trabia Tallarita, Grasta e Gallitano.Queste miniere sfruttavano un giacimento solfifero incassato fra i sedimenti della cosiddetta Formazione gessoso-solfifera del Miocene superiore, che iniziò 23,03 milioni di anni fa (Ma) e terminò 5,332 Ma. Periodo in cui si ebbe crisi di salinità del Messiniano che portò alla genesi della Formazione gessoso-solfifera.
Resti dell'attività mineraria svoltasi nei decenni passati si possono vedere presso le rovine della Trabia-Tallarita.
Paesaggisticamente il percorso si snoda in un territorio a bassissima antropizzazione con un ambiente rurale incontaminato, essendo praticata solo una cerealicoltura estensiva. Lungo il percorso si riscontrano sorgenti sulfuree e un'avifauna di alto pregio naturalistico.

### Il percorso ferroviario
|  |  | Unknown route-map component "CONTgq" | Unknown route-map component "ABZg+r" |  |  |

|  |  | Unknown route-map component "exKBHFa" | Station on track |  |  |

|  | Unknown route-map component "exCONTgq" | Unknown route-map component "exABZgr" | Straight track |  |  |

|  | Unknown route-map component "CONTgq" | Unknown route-map component "xKRZo" | One way rightward |  |  |

|  |  | Unknown route-map component "exSTR" |

|  |  | Unknown route-map component "exBHF" |

|  |  | Unknown route-map component "exHST" |

|  |  | Unknown route-map component "exBHF" |

|  |  | Unknown route-map component "exHST" |

|  |  | Unknown route-map component "exBHF" |

|  |  | Unknown route-map component "exhKRZWae" |

|  | Unknown route-map component "exSTR+l" | Unknown route-map component "exKRZu" | Unknown route-map component "exSTR+r" |  |  |

|  | Unknown route-map component "exTUNNEL1" | Unknown route-map component "exTUNNEL1" | Unknown route-map component "exSTR" |  |  |

|  | Unknown route-map component "exSTRl" | Unknown route-map component "exSTRr" | Unknown route-map component "exSTR" |  |  |

|  |  |  | Unknown route-map component "exhKRZWae" |

|  |  |  | Unknown route-map component "exBHF" |

|  |  |  | Unknown route-map component "exLSTR" |

|  |  |  | Unknown route-map component "exLBHF" |

|  |  |  | Unknown route-map component "exLSTR" |

|  |  |  | Unknown route-map component "exLBHF" |

|  |  |  | Unknown route-map component "exLSTR" |

|  | Unknown route-map component "exSTR+l" | Unknown route-map component "exBHFq" | Unknown route-map component "exABZr+r" |  |  |

|  | Unknown route-map component "exSTR" |  | Unknown route-map component "exSTRl" | Unknown route-map component "exCONTfq" |  |

| Unknown route-map component "exCONTgq" | Unknown route-map component "exSTRr" |  |  |  |  |

Il percorso costruito in attesa di essere armato fu quello tra Canicattì e Riesi; il restante tratto da Riesi a San Michele di Ganzaria rimase allo stadio progettuale. Nel percorso v'è la galleria sotterranea elicoidale di 1.091 metri pensata per consentire ai treni un notevole salto di quota; inoltre, in soli 21 km da Sommatino a Riesi la ferrovia attraversava 15 gallerie e 11 viadotti, scavalcava 6 valloni, supera il fiume Salso, descriveva una spirale su sé stessa (galleria elicoidale) e copriva un dislivello complessivo di quasi 500 metri.

## Flora e fauna
I territori sui quali insiste il percorso della ferrovia permettono al visitatore di osservare diverse specie della fauna locale.
Per quanto riguarda l’avifauna, essa è abbondantemente rappresentata, sia da specie stanziali che da specie migratorie. Si possono osservare tutto l’anno il gheppio (Falco tinnunculus), la poiana (Buteo buteo), il falco pellegrino (Falco peregrinus), l’assiolo (Otus scops), la civetta (Athene noctua) e il barbagianni (Tyto alba). Durante i periodi migratori si possono osservare il biancone (Circaetus gallicus), l’aquila minore (Aquila pennata), le albanelle (Cyrcus ssp.), il grillaio (Falco naumanni) e il falco di palude (Cyrcus aeruginosus). Tra i passeriformi, sono presenti tutto l’anno lo strillozzo (Emberiza calandra) e l’occhiocotto (Sylvia melanocephala), mentre durante le migrazioni si possono vedere le balie, il codirosso spazzacamino (Phoenicurus ochruros), il saltimpalo (Saxicola torquata), l’averla capirossa (Lanius senator) e la ballerina bianca (Motacilla alba).
Ben rappresentati anche gli uccelli acquatici. Lungo il fiume e negli specchi d’acqua si vedono specie come l’airone cenerino (Ardea cinerea), l’airone bianco maggiore (Ardea alba), la garzetta (Egretta garzetta) e l’airone guardabuoi (Bubulcus ibis). Non è infrequente osservare il germano reale (Anas platyrhynchos), assieme alla folaga (Fulica atra), alla gallinella d'acqua (Gallinula chloropus) e al tuffetto (Tachybaptus ruficollis). Nei periodi migratori sono presenti anche specie di elevato pregio naturalistico, come il piro piro piccolo (Actitis hypoleucos), il corriere piccolo (Charadrius dubius), il piro piro boschereccio (Tringa glareola), il cavaliere d’Italia (Himantopus himantopus), la pettegola (Tringa totanus), il combattente (Calidris pugnax) e il totano moro (Tringa erythropus).
Per quanto riguarda i mammiferi, quello che si osserva con più regolarità è sicuramente la volpe (Vulpes vulpes), ma sono presenti anche la lepre italica (Lepus corsicanus), il coniglio (Oryctolagus cuniculus), l’istrice (Hystrix cristata), il topo selvatico (Apodemus sylvaticus) e il raro topo quercino (Elyomis quercinus). Recentemente sono stati avvistati anche dei cinghiali (Sus scrofa).
Per quanto riguarda gli anfibi sono comuni la rana verde (Pelophylax esculentus) e il rospo (Bufo bufo), mentre più criptico è il discoglosso dipinto (Discoglossus pictus).
Anche i rettili sono relativamente comuni. Oltre agli onnipresenti geco (Tarentola mauritanica) e lucertola campestre (Podarcis siculus), si osservano il biacco (Hierophis viridiflavus) e la natrice dal collare (Natrix natrix). Degna di nota è la possibilità di osservare talvolta la testuggine palustre siciliana (Emys trinacris) e la testuggine di terra (Testudo hermanni).